# Ахапов, Сергей Александрович
Сергей Александрович Ахапов (род. 6 июля 1970 года) — российский пловец в ластах, заслуженный мастер спорта СССР.

## Карьера
Подводным плаванием начал заниматься в 1980 году в бассейне новосибирского СКА. Долгие годы его тренировал заслуженный тренер СССР Ю.Каразаев. После ряда громких побед в 1991 году был удостоен почётного звания — заслуженный мастер спорта СССР.
С 2002 года тренируется у заслуженного тренера России А.Ильина.
Сергей Ахапов — 31-кратный рекордсмен мира, 21-кратный чемпион мира по плаванию в ластах, 29-кратный чемпион Европы, многократный чемпион СССР и России, 7-кратный победитель Всемирных Игр, «самый быстрый человек, передвигающийся по воде без помощи механизмов» по версии Книги рекордов Гиннеса.
Имеет два высших образования: в 1993 году окончил Омский государственный институт физической культуры (преподаватель — тренер по плаванию), в 2001 году — Томский государственный университет (экономист).
С 1987 по 1991 года Сергей Ахапов работал инструктором по подводному спорту, был спортсменом сборной команды СССР по подводному спорту Новосибирского областного комитета ДОСААФ. В 2003 году стал спортсменом-инструктором СДЮШОР по водным видам спорта. С 2004 года работал в Новосибирском центре высшего спортивного мастерства, где занимал должности от спортсмена-инструктора до первого заместителя генерального директора.
С октября 2012 года — начальник управления физической культуры и спорта мэрии города Новосибирска.
С 29 февраля 2016 года — руководитель департамента физической культуры и спорта Новосибирской области.
С 28 сентября 2018 года — министр физической культуры и спорта Новосибирской области.